# Pachycondyla chyzeri
Pachycondyla chyzeri är en myrart som först beskrevs av Auguste-Henri Forel 1907.  Pachycondyla chyzeri ingår i släktet Pachycondyla och familjen myror. Inga underarter finns listade i Catalogue of Life.